# Gamma2 Delphini
Título a ser usado para criar uma ligação interna é Gamma2 Delphini.
Gamma2 Delphini (12 Delphini) é uma estrela binária na direção da constelação de Delphinus. Possui uma ascensão reta de 20h 46m 39.52s e uma declinação de +16° 07′ 29.2″. Sua magnitude aparente é igual a 4.27. Considerando sua distância de 101 anos-luz em relação à Terra, sua magnitude absoluta é igual a 1.81. Pertence à classe espectral K1IV.